# Hughes County, South Dakota
Hughes County är ett administrativt område i delstaten South Dakota, USA, med 17 022 invånare. Den administrativa huvudorten (county seat) är Pierre. 

## Geografi
Enligt United States Census Bureau har countyt en total area på 2 073 km². 1 919 km² av den arean är land och 154 km² är vatten. 

### Angränsande countyn
- Sully County, South Dakota - nord
- Hyde County, South Dakota - öst
- Lyman County, South Dakota - syd och sydost
- Stanley County, South Dakota - syd och väst

### Orter
- Blunt
- Harrold
- Pierre (huvudort)